# Теорија бројева
Теорија бројева је грана математике која се бави особинама бројева, посебно целих, као и ширих класа проблема који проистичу из ове студије.
Израз аритметика се такође користи за теорију бројева. Ово је старији израз који више није популаран колико је некада био. Теорију бројева су некада звали виша аритметика, али и овај израз више није у употреби. Па ипак, израз аритметика се и даље јавља у именима неких математичких области (аритметичке функције, аритметика елиптичких кривих, основна теорема аритметике). Ово смисао израза аритметика не треба мешати ни са елементарном аритметиком, нити са граном логике која проучава Пеанову аритметику као формални систем. Математичари који се баве теоријом бројева се називају теоретичари бројева.

## Области

### Елементарна теорија бројева
У елементарној теорији бројева, се проучавају цели бројеви без коришћења техника из других области математике. Овде спадају питања дељивости, коришћења Еуклидовог алгоритма за израчунавање највећег заједничког делиоца, факторизације целих бројева у просте бројеве, проучавање савршених бројева и конгруенција. Неколико важних открића из ове области су Мала Фермаова теорема, Ојлерова теорема, Кинеска теорема о остатку и закон квадратног реципроцитета. Својства мултипликативних функција попут Мебијусове функције, Ојлерове фи функције, низова целих бројева, факторијела, и Фибоначијевих бројева такође спадају у ову област.
Многа питања из области теорије бројева се могу исказати у терминима елементарне теорије бројева, али многа од њих захтевају врло дубоко разматрање и нове приступе који су изван домена елементарне теорије бројева. Међу оваквим примерима су:
- Голдбахова претпоставка која се тиче изражавања парних бројева као збирова два проста броја.
- Каталанова претпоставка (сада Михаилескуова теорема) која се тиче узастопних степена целих бројева.
- Претпоставка о простим близанцима, која говори о бесконачности парова простих бројева.
- Колацова претпоставка која се тиче просте итерације.
- Последња Фермаова теорема (изречена 1637, али доказана тек 1994) која тврди да је немогуће наћи целе бројеве различите од нуле x, y, z, такве да {\displaystyle x^{n}+y^{n}=z^{n}} за неко целобројно n веће од 2.

За теорију диофантских једначина је чак показано да је неодлучива (види десети Хилбертов проблем).

### Аналитичка теорија бројева
Аналитичка теорија бројева користи технику анализе и комплексне анализе за решавање проблема везаних за целе бројеве. Пример су теорема о простим бројевима и повезана Риманова хипотеза. Такође, за Ворингов проблем (представљање датог целог броја као збира квадрата, кубова итд.), конјектуру о простим близанцима (налажење бесконачно много парова простих бројева чија је разлика 2) и Голдбахову конјектуру (записивање парних бројева као збира два проста броја) се користе аналитички методи. Доказ трансцедентности математичких константи, као што су пи или , такође спада у аналитичку теорију бројева. Иако може изгледати да искази о трансцендентним бројевима не спадају у проучавање целих бројева, они у ствари представљају проучавање могућих вредности полинома са целобројним коефицијентима, израчунатим рецимо у e; они су такође у блиској вези са пољем диофантске апроксимације, где се истражује колико добро се дати реалан број може апроксимирати рационалним.

### Алгебарска теорија бројева
У алгебарској теорији бројева, концепт броја се проширује на алгебарске бројеве који су нуле полинома са рационалним коефицијентима. Ови домени садрже елементе аналогне целим бројевима, такозване алгебарске целе бројеве. Овде позната својства целих бројева (попут јединствене факторизације) не морају да важе. Помоћу теорије Галоа, кохомологије групе, класне теорије поља, представљања група и L-функција је могуће у неком обиму повратити то уређење за ову нову класу бројева.
Многим питањима из теорије бројева се најлакше прилази тако што се проучавају по модулу p за све просте p. Ово се назива локализацијом и доводи до конструкције p-адних бројева; ова област се назива локалном анализом и потиче из алгебарске теорије бројева.

### Геометријска теорија бројева
Геометријска теорија бројева (традиционално звана геометријом бројева) укључује неке основне геометријске појмове у питања теорије бројева. Полази од теореме Минковског, а води до базичних доказа коначности класног броја и Дирихлеове јединичне теореме.

### Комбинаторна теорија бројева
Комбинаторна теорија бројева се бави проблемима теорије бројева који укључују комбинаторне идеје у својим формулацијама или решењима. Пал Ердош је главни оснивач ове гране теорије бројева. Типичне теме ове области укључују покривачки систем, проблем нулте суме, и аритметичке прогресије у скупу целих бројева. У овој области су корисне алгебарске и аналитичке методе.

### Рачунарска теорија бројева
Рачунарска теорија бројева проучава алгоритме важне за теорију бројева. Брзи алгоритми за тестирање простости броја и факторизацију целих бројева имају важне примене у криптографији.